# Rharous
Gourma Rharous est une localité et une commune rurale malienne, chef-lieu du cercle de Gourma.

## Géographie
La localité appartient à l'aire du Gourma malien. 

## Histoire
C'est à proximité que s'est produit l'accident d'hélicoptère du Dakar 1986, qui tua Thierry Sabine et Daniel Balavoine, cette même année.